# Rőtpikkelyű boa
A rőtpikkelyű boa (Casarea dussumieri) a hüllők (Reptilia) osztályába a  pikkelyes hüllők (Squamata) rendjébe és a kígyók (Serpentes) alrendjébe tartozó mauritiuszi boafélék (Bolyeriidae) családjába tartozó Casarea nem egyetlen faja.

## Elterjedése
A Mauritiushoz tartozó Kerek-szigeten honos.

## Megjelenése
Hossza 150 cm. A pikkelyei kicsik.

## Életmódja
Tápláléka kisebb hüllők, közülük a gekkók és a vakondgyíkok.

## Szaporodása
Fészekalja 12 tojásból áll. A kicsik 90 nap alatt fejlődnek ki, ami a többi kígyónál több.

## Természetvédelmi állapota
1996-ban a populáció 250 példányból állt, azóta a populáció 1000-re növekedett. Ennek hála az ember által behozott háziállatok (kecske, nyúl) populációját korlátozták a Kerek-szigeten, és helyreállították az élőhelyet a boák természetes zsákmányai, a gyíkok állományát növelve. Tenyésztési programok zajlanak a faj megmentéséért; a fogságban egérrel és csirkecombbal etették.